# Trouble de la vision
 Mise en garde médicale
Un trouble de la vision désigne une incapacité visuelle plus ou moins importante causée par une maladie, un traumatisme, ou par des conditions congénitales, brutales ou progressives, qui requièrent une correction médicale, chirurgicale ou l'aide de verres correcteurs,,.

## Types
Il existe différents troubles de la vision :
- maladies de dégénérescence de la rétine (comme l'amaurose congénitale de Leber ou la rétinite pigmentaire), qui conduisent progressivement à la cécité. Il s'agit de maladies génétiques ;
- nystagmus : mouvement d'oscillation involontaire et saccadé du globe oculaire ;
- troubles de la réfraction : la myopie, l'hypermétropie et l'astigmatisme, que l'on peut corriger avec des lunettes ou des lentilles de contact ;
- problèmes de l'accommodation (presbytie) que l’on peut corriger avec des lunettes ou des lentilles progressives, ou verres multifocaux ;
- problèmes de vision des couleurs (dyschromatopsies), et en particulier le daltonisme, et l'achromatopsie (absence totale de vision des couleurs). Il s'agit de maladies génétiques de la rétine dues à l'absence ou au caractère non fonctionnel ou dysfonctionnel des pigments de certaines catégories de cônes ; inversement, si ce sont les bâtonnets qui sont atteints, il y a héméralopie (absence de vision de nuit) ;
- coloration rose : maladie de Dalton, ou daltonisme. Trouble de la perception des couleurs. Maladie identifiée comme étant celui de la vie en rose,  mais le trouble peut se changer aussi en vert ou en couleur bleue. Maladie congénitale rare, qui frappe plus les hommes que les femmes. On peut supporter aisément cette anomalie visuelle, à condition toutefois de considérer l'interdit pour l'exercice de certaines professions telles que : employés de gare, conducteurs, chauffeurs ou aviateurs pour lesquelles la distinction des couleurs des signaux d'affichage sont prépondérantes.
- photophobie : forte sensibilité à la lumière, éblouissement ;
- scintillements : accompagnés d'un manque d'oxygène, peut provenir de l'inhalation de chlore (à vérifier)
- scotome central (au milieu de la rétine) : l'individu perçoit très bien son environnement mais ne peut voir ce qui lui est central. Cette vision latérale lui rend difficile la lecture de toute signalétique ;
- vision tubulaire (en « canon de fusil ») : l'individu ne voit qu'une partie centrale de son environnement. Son champ de vision est étroit. La plupart du temps, ce trouble s'accompagne d'une mauvaise vision nocturne et d'une forte sensibilité à l'éblouissement ;
- vision floue : l'individu distingue les masses qui sont les plus contrastées ;
- strabisme : il existe deux formes de strabisme, le strabisme convergent où la pupille est plus près du nez, et le strabisme divergeant où la pupille est plus près de la tempe. Il est souvent héréditaire. Sous l'influence d'une cause quelconque, l'un des muscles maintenant l’œil et permettant ses mouvements fonctionne de façon originale. Le port de verres correcteurs peut suffire à corriger la vue. Un strabisme peut aussi  être le signe permettant de déceler une méningite tuberculeuse.

Parmi les autres pathologies, on peut citer la cataracte et le glaucome. Un contrôle médical chez l’ophtalmologiste permet le dépistage.